# Aldolase

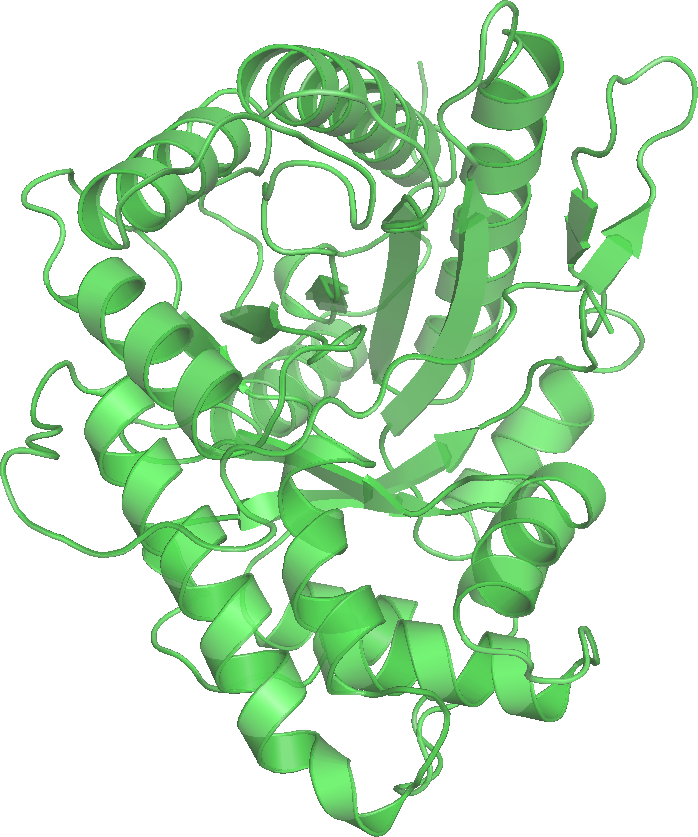
Aldolase A, fructose-bifosfaat

Aldolase (voluit fructose-1,6-bifosfaat-aldolase) is het enzym, dat de splitsing van fructose-1,6-bifosfaat in dihydroxyacetonfosfaat (DHAP) en glyceraldehyde-3-fosfaat (GADP) katalyseert. Deze reactie is een onderdeel van de glycolyse en daarmee onontbeerlijk voor de verwerking van koolhydraten. 
Drie isovormen van het enzym zijn bij de gewervelden bekend. Ze komen voor in de spieren (A), de lever (B) en de hersenen (C) en worden door hun eigen genen gecodeerd. Mutaties van een van deze genen kan tot een aldolase tekort leiden.

## Werking
De algemeen voorkomende vorm is gespecialiseerd in de splitsing van fructose-1,6-bifosfaat (een ketose) bij de glycolyse, de andere vorm splitst de naar de lever getransporteerde fructose-1-fosfaat in dihydroxyacetonfosfaat en glyceraldehyde-3-fosfaat (een aldose). 
Deze tweede variant van aldolase is evenzo actief bij fructose-1,6-bifosfaat, waarbij de klassieke aldolase fructose-1-fosfaat ongeveer vijftigkeer langzamer splitst dan fructose-1,6-bifosfaat.
De dubbelactieve aldolase wordt door haar voorkomen ook wel lever-aldolase genoemd, alhoewel ze ook in de nieren actief is.

Aldolase-gekatalyseerde splitsing van fructose-1,6-bifosfaat

Tot aan de geboorte is alleen de klassieke fructose-1,6-bifosfaat-specifieke aldolase aanwezig. Pas na de geboorte wordt deze in de lever en de nieren vervangen door de lever-aldolase.
Bij de erfelijke fructose-intolerantie wordt na de geboorte de normale aldolase in de lever en de nieren niet door haar specifieke vorm vervangen. Deze patiënten moeten een streng fructose arm dieet volgen.